# Cercueil à quatre centimes
Pour les articles homonymes, voir Cercueil.

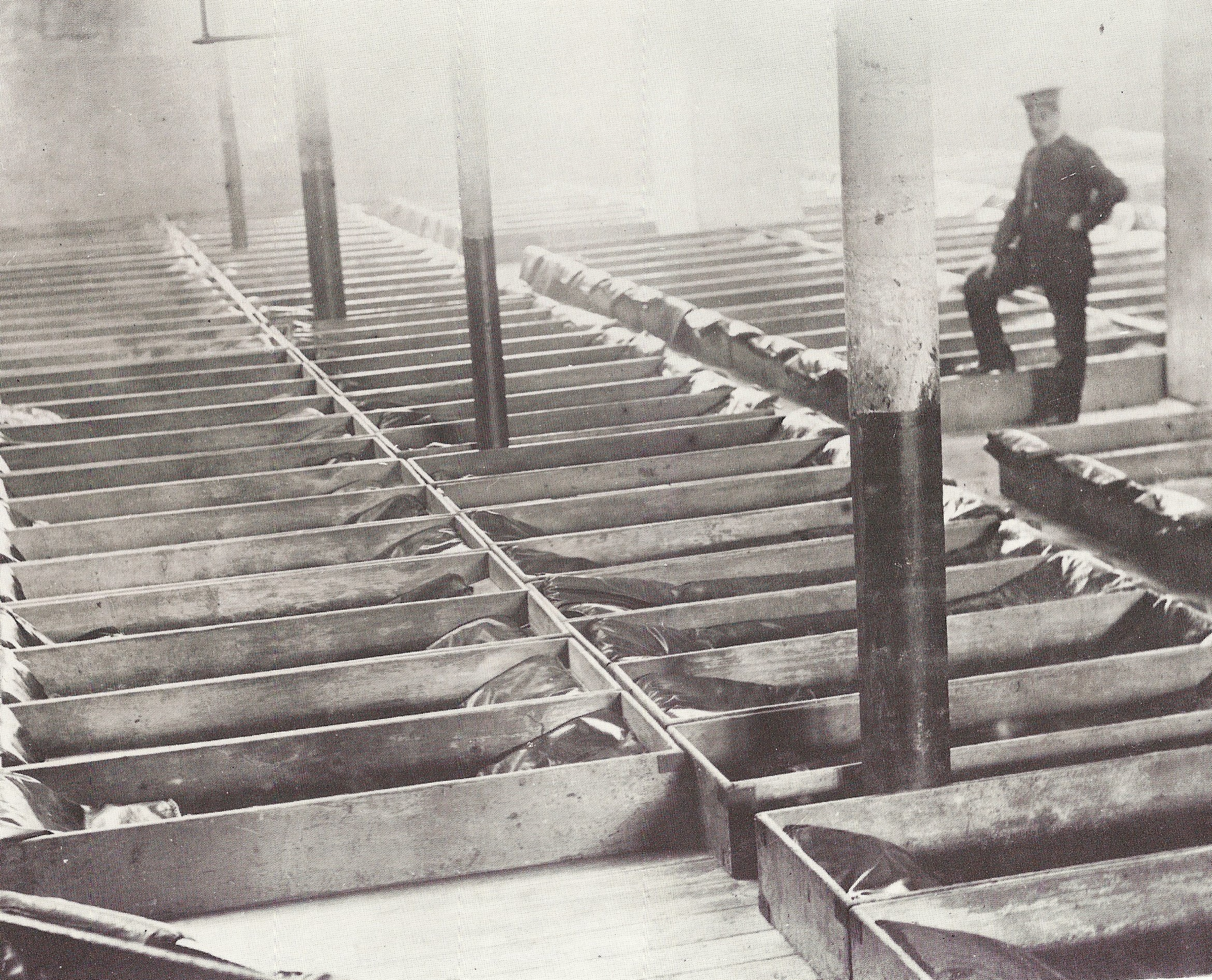
Rangées de « cercueils » dans le dortoir des hommes de l'auberge de Burne Street à Londres vers 1900.

Le cercueil à quatre centimes (four penny coffin) ou maison cercueil (coffin house) a été l'un des premiers refuges pour sans-abris créés pour les habitants du centre de Londres. Il a été exploité par l'Armée du salut de la fin du XIXe au début du XXe siècle pour apporter aide et confort aux habitants démunis.
Pour quatre centimes, le sans-abri était autorisé à s'allonger sur le dos et à dormir dans une boîte en bois en forme de cercueil. Il recevait de la nourriture et une bâche pour se couvrir. Il s'agissait à l'époque du refuge pour sans-abri le moins cher de Londres. L'Armée du salut disposait également de refuges qui permettaient de dormir dans un lit, mais pour un prix beaucoup plus élevé. Par conséquent, la maison cercueil était populaire, car elle offrait une solution économique pour les sans-abris redoutant le froid.
Comparé aux exemples modernes, ce service est considéré comme insuffisant. Cependant, cela a été considéré, à l'époque, comme une tentative compatissante et peu coûteuse de s'attaquer au problème relativement nouveau de l'itinérance. Cet hébergement palliait la rudesse des hivers londoniens pour les plus pauvres ; il était aussi considéré comme susceptible d'attirer de nouveaux adeptes vers le christianisme.